# De Moffarts

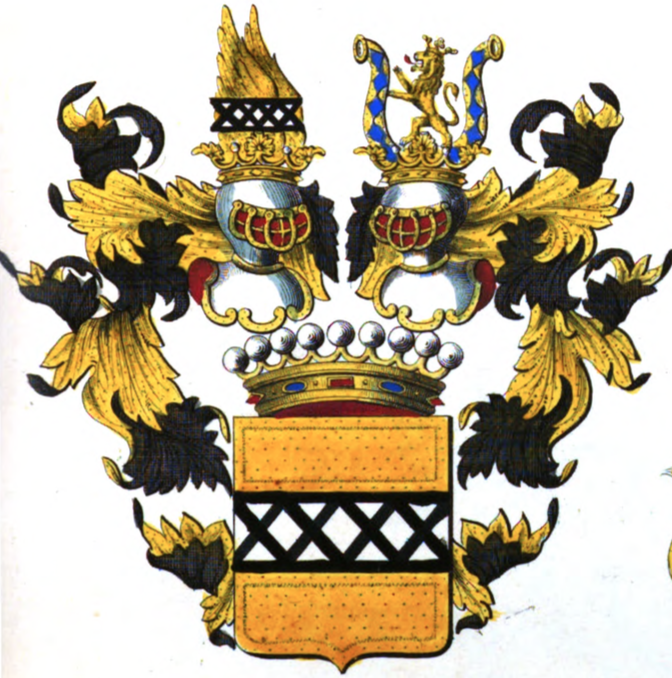
Het wapen van de familie de Moffarts

Het wapen van de gemeente Hoeselt is dat van de familie de Moffarts

De Moffarts was een adellijke familie in de Zuidelijke Nederlanden.

## Geschiedenis
In 1717 werd Willem Gerard Moffaerts door keizer Karel VI, voor zoveel als nodig in de adel bevestigd, met de erfelijke titel ridder van het Heilige Roomse Rijk en met toevoeging van het partikel de voor zijn naam.
Dezelfde Willem Gerard werd in 1745 verheven tot baron van het Heilige Roomse Rijk, overdraagbaar op alle afstammelingen. De toekenning gebeurde door het ambt van de keurvorst van Beieren en werd in 1749 bekrachtigd door de Geheime Raad in het prinsbisdom Luik.
Na het herstel van de adel onder het Verenigd Koninkrijk der Nederlanden werd opname in de adel toegekend aan:
- Guillaume de Moffarts (1816)
- Godefroid de Moffarts (1816)
- Charles de Moffarts (1817)
- Louis de Moffarts (1830).

De eerste was een zoon, de drie andere waren kleinzoons van baron Guillaume Mathieu Gérard de Moffarts (1702-1763), die getrouwd was met Anne-Catherine de Merode (1720-1749) en op zijn beurt de zoon was van Willem Gerard de Moffarts, de eerste geadelde van de familie.

## Guillaume de Moffarts

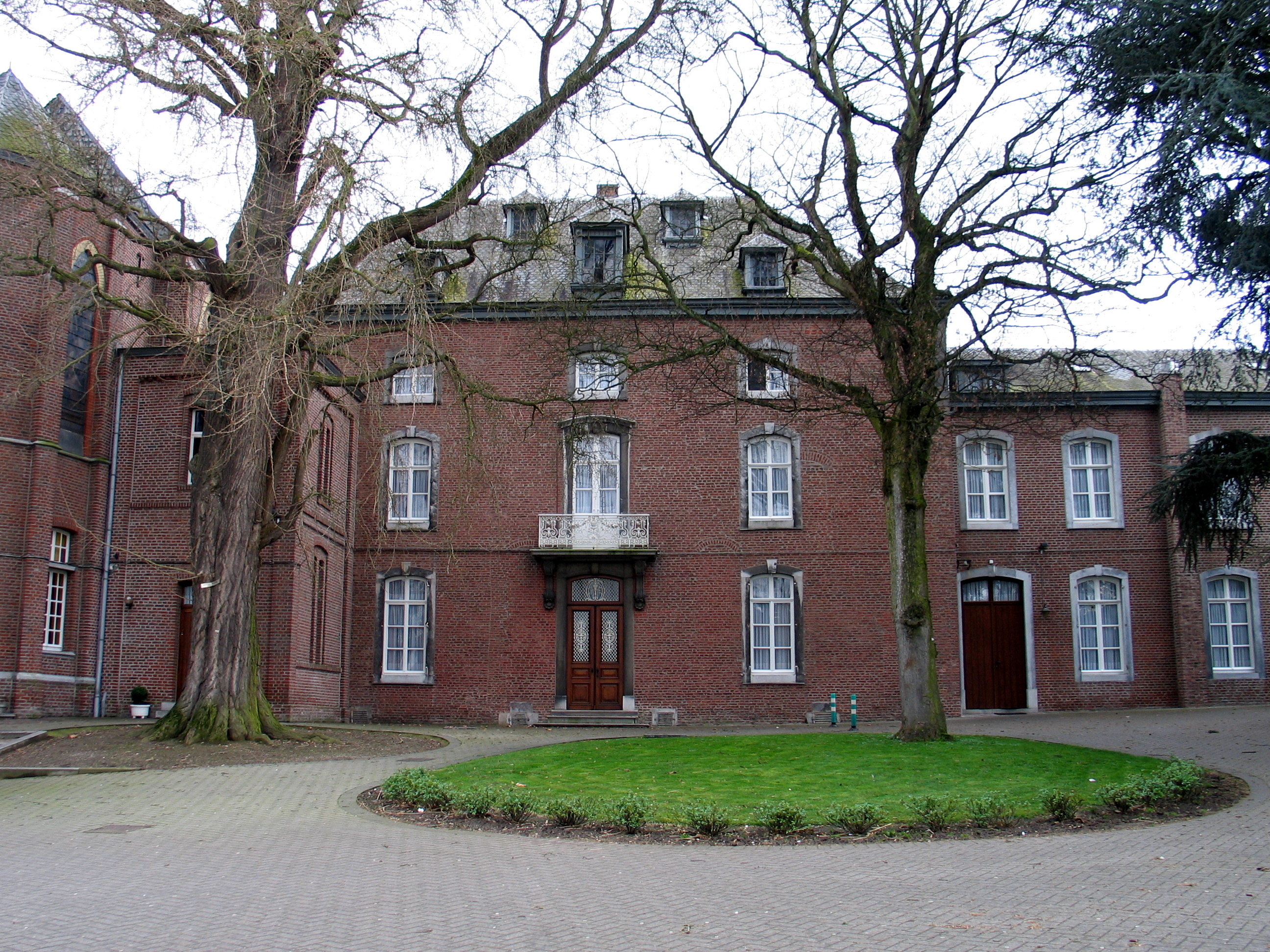
Het kasteel de Broukmans in Hoeselt dat overging naar de familie de Moffarts

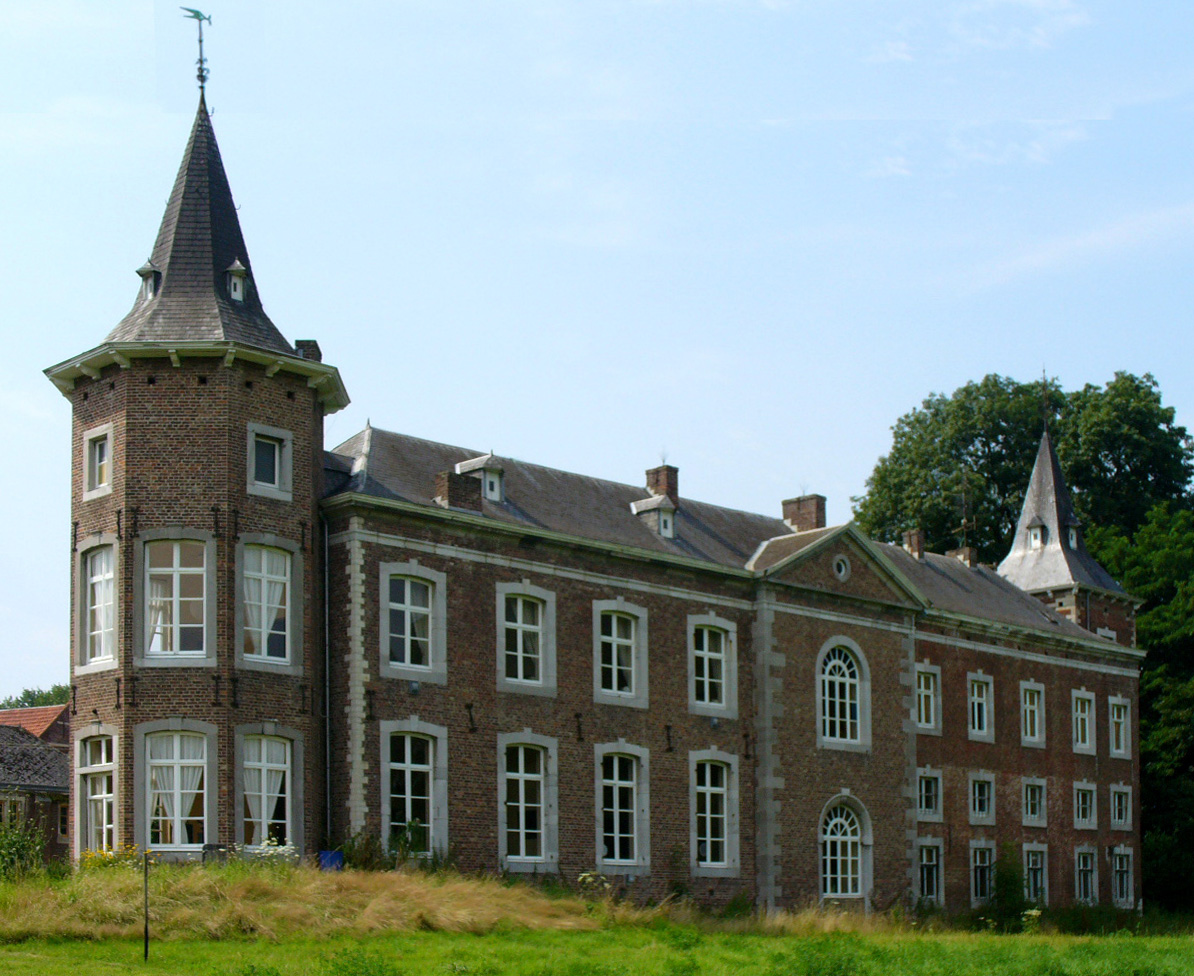
Kasteel van Nieuwenhoven bij Sint-Truiden, bewoond door leden van de familie de Moffarts

- Guillaume Louis Gérard de Moffarts (Bilzen, 24 januari 1739 - Hoeselt, 21 mei 1824) was de laatste heer van Hoeselt, Alt-Hoeselt en Marquettehof, raadsheer voor financiën bij de prins-bisschop en burgemeester van Luik. In 1816, ten tijde van het Verenigd Koninkrijk der Nederlanden, verkreeg hij erkenning van erfelijke adel, met de titel baron overdraagbaar op alle afstammelingen en met benoeming in de Ridderschap van Limburg. Hij trouwde in 1771 met Catherine de Paix (1750-1821) en ze kregen vier kinderen.
  - Charles-Guillaume de Moffarts (1776-1840) was officier bij de dragonders in dienst van de Verenigde Provincies. Hij werd lid van de Provinciale Staten van Limburg en burgemeester van Hoeselt. Het huwelijk met barones Marie-Thérèse de Broukmans (1794-1875) bleef kinderloos en met hem stierf deze familietak uit.
  - Pierre de Moffarts (1778-1812), kapitein bij de huzaren, sneuvelde in de Russische steppe.
  - Philippe de Moffarts (1781-1809) sneuvelde tijdens de Slag bij Wagram op 6 juli 1809.

## Godefroid de Moffarts
Godefroid Emmanuel Ferdinand de Moffarts (Jupille, 28 september 1778 - na 1830) was een zoon van baron Théodore de Moffarts (1740-1797) en van Anne de Moffarts (1753-1820). Théodore was een broer van Guillaume-Louis (zie hierboven).
In 1816 verkreeg hij erkenning van erfelijke adel, met de titel baron overdraagbaar op alle mannelijke afstammelingen en met benoeming in de Ridderschap van Limburg. Hij bleef echter vrijgezel.

## Louis de Moffarts
Louis Guillaume de Moffarts (Luik, 25 november 1778 - 8 januari 1863) was een zoon van baron Jean de Moffarts (1744-1816), broer van Guillaume en Théodore, en van barones Albertine-Isabelle de Rosen (1742-1836). In 1830 verkreeg hij erkenning van erfelijke adel met de titel baron, overdraagbaar op alle afstammelingen.
Hij trouwde met Albertine-Joséphine de Rosen (1776-1836). Na haar dood trouwde hij met haar zus, Louise de Rosen (1775-1867), weduwe van baron Charles de Potesta. Uit het eerste huwelijk had hij vier kinderen. De twee zoons hebben een talrijk nageslacht, tot heden.

## Charles de Moffarts
- Charles Henri Ferdinand de Moffarts (Luik, 7 januari 1782 - 6 november 1852), broer van Louis, trouwde in 1810 met barones Marie-Louise de Rosen (1781-1864). Hij werd in 1817 erkend in de erfelijke adel met de titel baron, overdraagbaar op alle afstammelingen en benoeming in de Ridderschap van Luik. 
  - Jules de Moffarts (1811-1866) was burgemeester van Clermont-sous-Huy. Hij was getrouwd met Marie-Louise Lesoinne (1819-1898).
  - Georges Ferdinand de Moffarts (1814-1884) trouwde met barones Marie Charlotte de Rosen (1816-1899).
    - Léonce de Moffarts (1839-1902) trouwde met Ida de Macar (1836-1902), dochter van Ferdinand de Macar, gouverneur van Luik en van Henegouwen en senator.
      - Paul de Moffarts (1869-1958) was volksvertegenwoordiger. Hij trouwde met Louise del Marmol (1868-1954). Met talrijke afstammelingen tot heden.